# Degeneração hialina
Degeneração hialina caracterizada como um acúmulo de proteínas no interior de células. Quando há um acúmulo de proteína no meio extracelular a alteração é chamada de Amiloidose.
Este tipo de degeneração resulta da ação de substâncias irritantes com intensidade moderada. Caracteriza-se pela presença de massas translúcidas de formas arredondadas, com parte central de aparência calcificada.
- Microscopia e Macroscopia - Como a regiao microscopica, quanto a macroscopica, apresentam uma regiao brilhante, que microscopicamente esta contida de eosinofilos.

## Causas e patogênese
- Corpúsculo de Russel - Acúmulo de globulina no citoplasma celular. Reabsorção de gotas
- Corpúsculo de Councilman-Rocha Lima ⇒ encontrados nos hepatócitos em hepatites virais resultantes da apoptose; ocorre a degeneração do nucléolo e a proteína decorrente da apoptose fica acumulada.
- Corpúsculo de Mallory - Formado na cirrose hepática pode ser também causada por uma infecção virótica (citomegalovirus), onde se tem acúmulo de proteínas.

- Corpúsculo de Negri - acúmulo protéico no neurônio.